# Cyril J. O'Donnell
Cyril O'Donnell (diciembre de 1900-16 de febrero de 1976) fue un profesor prolífico y maestro de administración en la Universidad de California en Los Ángeles. Consultó sobre temas de gestión de operaciones para algunas de las corporaciones estadounidenses más grandes, como Hughes Aircraft, así como para el gobierno de Jamaica. Fue coautor del libro Principles of Management con Harold Koontz, que vendió más de dos millones de copias en todo el mundo con traducciones en 15 idiomas.
Cyril O'Donnell fue un pionero junto con otros como George Terry, Harold Koontz y Ralph Davis. Todos ellos publicaron libros de texto de administración en la década de 1950 que definían la administración como un proceso que consta de un conjunto de funciones interdependientes. Estos y varios otros expertos en administración se identificaron con lo que se conoció como la escuela de procesos de administración.
El profesor O'Donnell nació en Lincoln, Nebraska en diciembre de 1900. Creció en la zona rural de Alberta, Canadá, y asistió a la Universidad de Alberta, de la cual recibió la licenciatura en Comercio en 1924 y la Maestría en Artes en 1926. Regresó a los Estados Unidos y en 1930 fue nombrado presidente del Departamento de Economía de la Universidad DePaul. En 1944, el profesor O'Donnell recibió su doctorado de la Universidad de Chicago.
En 1948, Cyril se unió a la facultad de UCLA, donde enseñó negocios y administración a estudiantes de pregrado y posgrado, así como a ejecutivos de negocios. También se desempeñó como presidente de la junta de control de UCLA. Se jubiló en 1968 y continuó asesorando a varias corporaciones y entidades.
Cyril J. O'Donnell murió en su casa en Bel Air, California el 16 de febrero de 1976, a la edad de setenta y seis años.